# Michela Di Virgilio
Michela Di Virgilio (geboren am 9. August 1975 in Ortona) ist eine italienische Molekularbiologin und Krebsforscherin.

## Beruflicher Werdegang
Michela Di Virgilio studierte von 1999 bis 2001 Biotechnologie am Department of Experimental Oncology, Istituto Nazionale dei Tumori (Mailand) und arbeitete dort als Research Fellow von 2001 bis 2002. Sie setzte ihr Studium an der Università degli Studi di Milano von 2003 bis 2006 fort. Ihre Doktorarbeit fertigte sie im Labor des Genetikers und Entwicklungsbiologen Jean Gautier am Institute for Cancer Genetics der Columbia-Universität in New York an. Ihre Promotion schloss sie 2006 an der Università degli Studi di Milano ab.
Von 2007 bis 2012 arbeitete sie als Postdoctoral Associate und in den darauffolgenden zwei Jahren als Research Associate im Labor des Immunologen Michel C. Nussenzweig an der Rockefeller University in New York. Thematisch beschäftigte sie sich mit Reparaturmechanismen in B-Zellen. Seit September 2014 leitet sie eine Helmholtz-Nachwuchsgruppe am Max-Delbrück-Centrum (MDC) in Berlin. Ihre Arbeitsgruppe beschäftigt sich mit den Mechanismen, mit denen DNA-Doppelstrangbrüche in Zellen repariert werden. Doppelstrangbrüche können sowohl durch exogene Einflüsse hervorgerufen werden (UV-Strahlung oder Chemikalien) als auch durch normale zelluläre Prozesse, z. B. bei der DNA-Replikation. Gelingt die Reparatur der DNA-Schäden nicht, oder treten dabei Fehler auf, kann Krebs entstehen.

## Ehrungen und Auszeichnungen
Im Dezember 2014 erhielt Michela Di Virgilio gemeinsam mit Hedwig Deubzer von der Charité – Universitätsmedizin Berlin den „Female Independency Award“, der von Berlin School of Integrative Oncology (BSIO) verliehen wurde. Die Auszeichnung, die mit insgesamt 50.000 Euro dotiert war, teilten sich die beiden Forscherinnen zu gleichen Teilen.